# Alberto Benett
Alberto Benett (Ponta Grossa, 03 de março de 1974) é um cartunista e jornalista.

## Biografia
Alberto Benett, nasceu em Ponta Grossa, Paraná. 

### Infância
Aos cinco anos de idade venceu seu primeiro concurso de desenho na escola. Publicou sua primeira tira aos 16 anos, em um jornal do bairro onde morava. 

#### Carreira profissional
Estudou jornalismo na Universidade Estadual de Ponta Grossa.
Iniciou sua carreira profissional no Jornal da Manhã, de Ponta Grossa, no ano de 1994. Em 1999 foi contratado pelo Diário dos Campos, onde publicou charges diárias e uma página de humor semanal chamada Bananas. Em 2000 mudou-se para Curitiba, onde passou a publicar seus trabalhos no extinto Primeira Hora e na Gazeta do Povo, onde ficou até a última edição impressa, em 2017. Na Gazeta do Povo publicou charges políticas e uma tira diária chamada Salmonellas.
Desde 2007 é chargista do jornal Folha de S. Paulo. Em 2019 ajudou a criar o Jornal Plural.

## Prêmios
Em 2005 foi vencedor do Salão de Humor de Piracicaba, na categoria quadrinhos.

## Livros
- Benett Apavora: Tiras Infames e Desenhos Encardidos Para Toda Família, Editora Juruá, 2017 [5];
- Amok: Cabeça, Tronco e Membros, Editora Mórula, 2013;